# نيكو روبين
نيكو روبين (باليابانية: ニコ・ロビン، بالروماجي: Niko Robin) شخصية من شخصيات الأنمي والمانغا اليابانية ون بيس من تأليف إييتشيرو أودا. هي إحدى الشخصيات الرئيسية في ون بيس، تعمل كمؤرخة وعالمة آثار وتحلم باكتشاف تاريخ القرن المفقود.
تمتلك روبين قدرة فاكهة الشيطان، التي تسمح لها بإخراج أيديها في أي مكان ضمن حدود رؤيتها، مما يجعلها تستخدمها كسلاح. نشأت في جزيرة أوهارا التي دمرتها البحرية خلال نداء الدمار، وكانت الناجية الوحيدة بفضل الأدميرال أوكيجي، الذي سمح لها بالهرب. لاحقتها الحكومة لمدة 22 عامًا حتى أُلقي القبض عليها من قبل السي بي 9، قبل أن ينقذها لوفي ويعيدها إلى طاقم قبعة القش.
قبل انضمامها للطاقم، كانت روبين عضوة في باروك ووركس تحت قيادة كروكودايل، وكانت الوحيدة التي تعرف هويته الحقيقية كـ"السيد صفر". التحقت بطاقم قبعة القش بعد آرك "الأرباستا"

## حياتها
طفولة نيكو روبين كانت حزينة، حيث نشأت في أوهارا، الجزيرة المعروفة بعلمائها في مجال التاريخ. تناولت فاكهة الشيطان، مما جعل الأطفال ينفرون منها، لكنها وجدت العزاء في قراءة الكتب التاريخية. عاشت مع عمتها ولم تعرف والدتها، نيكو أوليفا.
درست روبين التاريخ مع علماء أوهارا، وأتقنت قراءة البونغليف، وحصلت على شهادة عالمة آثار في سن الثامنة.
التقت بالعملاق ساول، نائب أدميرال سابق في البحرية، الذي منحها الأمل حين أنقذها من الوحدة. كان ساول قد حرر والدتها، معارضًا سياسة الحكومة ضد علماء أوهارا. هربا معًا ووصلوا إلى أوهارا، حيث بدأت روبين رحلتها المعقدة والمليئة بالتحديات.

## علاقتها بالآثار
البونغليف هي أحجار مميزة تحمل نقوشًا بلغة غامضة، وتعد مصدرًا مهمًا للمعلومات التاريخية. تنقسم إلى نوعين: أحدهما يوثق التاريخ، والآخر يكشف مواقع الأسلحة القديمة.
خشيت الحكومة العالمية من كشف العلماء للحقيقة، فأوكلت إلى فرقة السي بي 9، بقيادة سباندا، مهمة القضاء على هذه الأبحاث. زودت الفرقة بجهاز النداء المحطم، وهو دن دن موشي ذهبي متصل بمركز البحرية، حيث يؤدي تفعيله إلى إرسال 10 سفن حربية و5 نواب أدميرالات لمسح الموقع المستهدف.
عندما اكتشفت الحكومة أبحاث علماء أوهارا، شنت هجومًا مدمرًا لمسح الجزيرة. خلال ذلك، اجتمع العلماء، بمن فيهم نيكو أوليفا، لحماية التاريخ. تحدث البروفيسور كلوفر مع الجوروسي عبر الدن دن موشي، كاشفًا حقيقة العصر المفقود، الذي أزالت فيه الحكومة العالمية الدولة المسيطرة حينها.
أصبحت نيكو روبين مطلوبة بعد هذه الأحداث، وشهدت لقاءها الأول والأخير بوالدتها. حاول ساول وأوليفا إنقاذها، لكنهما قُتلا، بينما طلب ساول من صديقه كوزان (أوكيجي) أن يُبقي روبين على قيد الحياة. بعد الكارثة، وضعت الحكومة العالمية جائزة قدرها 79,000,000 على رأسها، مما جعلها مطاردة من الجميع.

## روابط خارجية
- نيكو روبين على موقع ميوزك برينز (الإنجليزية)